# Distrito de Ratnagiri
Ratnagiri (en maratí; रत्नागिरी जिल्हा ) es un distrito de India, parte de la división de Konkan en el estado de Maharastra . 
Comprende una superficie de 8 208 km².
El centro administrativo es la ciudad de Ratnagiri.

## Demografía
Según censo 2011 contaba con una población total de 1 612 672 habitantes.